# Taeniodera coorgica
Taeniodera coorgica är en skalbaggsart som beskrevs av Gilbert John Arrow 1941. Taeniodera coorgica ingår i släktet Taeniodera och familjen Cetoniidae. Inga underarter finns listade i Catalogue of Life.